# Chilcaymarca (distrito)
O Distrito peruano de Chilcaymarca é um dos catorze distritos que formam a Província de Castilla, situada no Departamento de Arequipa, pertencente a Região Arequipa, Peru.

## Transporte
O distrito de Chilcaymarca não é servido pelo sistema de estradas terrestres do Peru.